# Alexander Apóstol
Alexander Apóstol (Barquisimeto, Venezuela; 1969) es un artista multidisciplinario, desarrolla su trabajo en  fotografía y video; vive y trabaja en España.

## Biografía
Alexander Apóstol estudio historia de arte en la Universidad Central de Venezuela y fotografía en la escuela Ricardo Armas. Desde el comienzo de su carrera ha explorado la masculinidad y la homosexualidad y los prejuicios que sobre ellas se establecen en el contexto latinoamericano
En 2023 participó en la XVI Bienal de Cuenca, Ecuador, bajo curadoría del argentino Ferran Barenblit, de la que fue ganador.